# 戴雲衢
戴雲衢（1789年8月13日—？年），字霞軒，號朗皋，行一，四川成都府金堂縣人，由嘉慶二十一年丙子科第二十六名舉人，大挑二等，道光八年任鄰水縣教諭，道光九年九月選榮經縣教諭。